# Calle de San Vicente Ferrer (Madrid)
La calle de San Vicente Ferrer es una vía pública de la ciudad española de Madrid, situada en el barrio de Universidad, perteneciente al distrito centrado, y que une la calle de Fuencarral con la de Amaniel.

## Historia

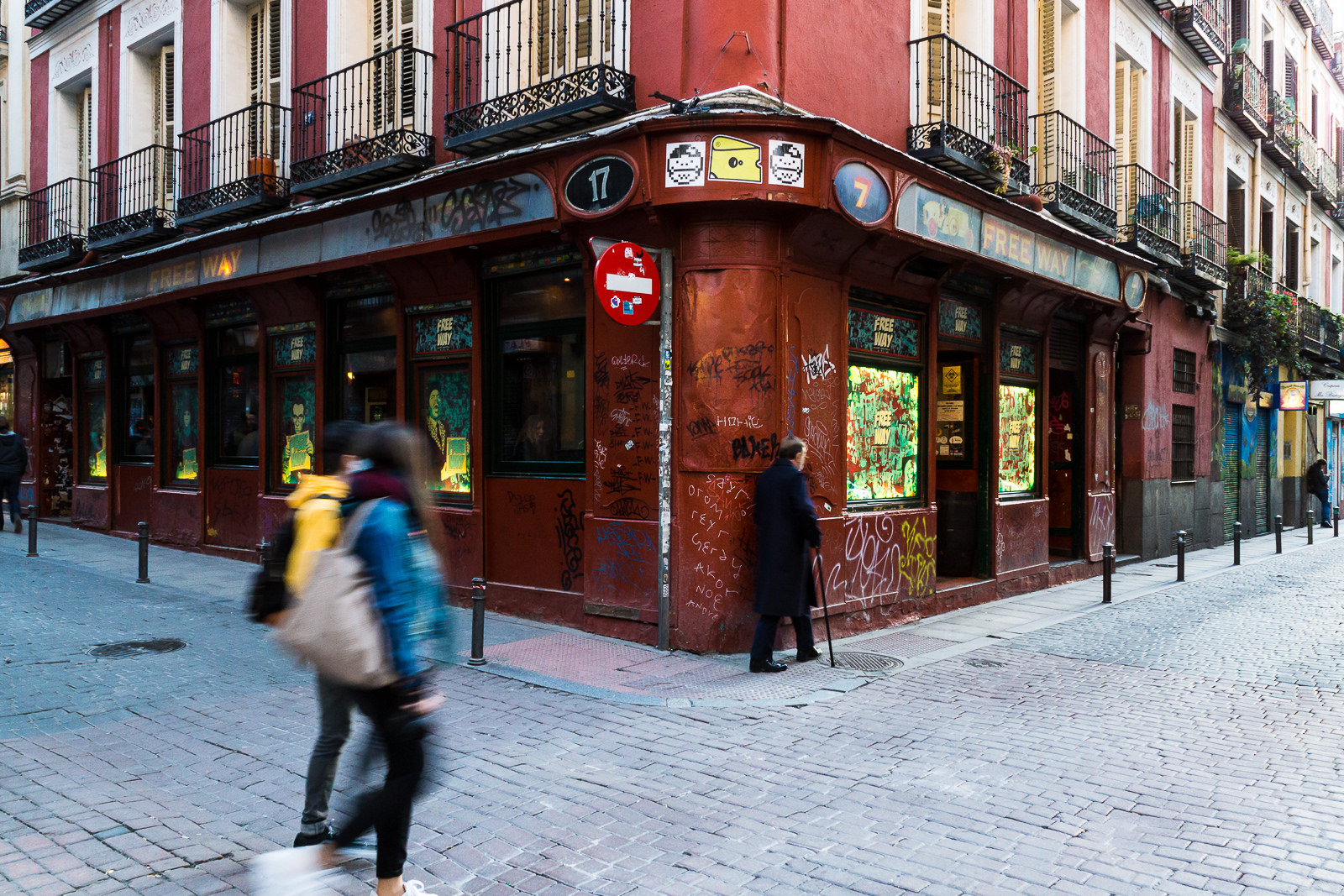
Cruce de la Corredera Alta de San Pablo (izqda.) con San Vicente Ferrer (dcha.)

Comienza en la calle de Fuencarral y, discurriendo en dirección este-oeste, termina en la de Amaniel. Según la tradición el nombre de la calle provendría de un humilladero que hubo en ella, dedicado a san Vicente Ferrer. Es paralela en todo su recorrido a la calle de la Palma, que discurre una manzana inmediatamente al norte. 
En el plano de Texeira de 1656 figura como «calle de San Vicente» la parte comprendida entre las calles de San Bernardo y Amaniel, pero el extremo restante aparecía como «de los Siete Jardines». En el de Antonio Espinosa de los Monteros de 1769 se recoge también el nombre de «San Vicente», dividida eso sí en «Baja» y «Alta», correspondiendo estas denominaciones a los tramos al oeste y al este de la calle de San Bernardo, respectivamente. En 1889 se conservaban antecedentes de construcciones particulares desde 1671.